# اللوبي العربي في الولايات المتحدة
اللوبي العربي في الولايات المتحدة عبارة عن مجموعة من المجموعات الرسمية وغير الرسمية وجماعات الضغط المهنية التي تدافع عن القضايا العربية أو المواطنين العرب في الولايات المتحدة.

## الأصول
تأسست الرابطة الوطنية للأمريكيين العرب (NAAA) في عام 1972، وهي مجموعة مناصرة سياسية كانت أهدافها «تقوية العلاقات الأمريكية مع الدول العربية وتعزيز سياسة أمريكية منصفة تقوم على العدل والسلام لجميع الأطراف في الشرق الأوسط».
في أوائل السبعينيات، كانت هناك مشاعر معادية للعرب مرتبطة بالصراع العربي الإسرائيلي والحظر النفطي لعام 1973، مما أدى إلى تحقيقات حكومية وأوامر تنفيذية وأحكام تشريعية لمكافحة الإرهاب. أثرت هذه بشكل خاص على الحقوق والنشاط العربي الأمريكي. كان الرد هو إنشاء مجموعات مثل رابطة خريجي الجامعات واللجنة الأمريكية العربية لمكافحة التمييز والمعهد العربي الأمريكي.
وفقًا لمايكل لويس، مدير تحليل السياسات بلجنة الشؤون العامة الأمريكية الإسرائيلية، عملت هذه المجموعات معًا لسنوات عديدة على القضية الفلسطينية، بما في ذلك من خلال الصحف والبريد المباشر والحملات الإعلانية ضد ضمانات القروض الأمريكية لإسرائيل وشراء الدول للسندات الإسرائيلية، وإدانة حقوق الإنسان الإسرائيلية ودعوات الحكومة الأمريكية للضغط على إسرائيل، وكذلك الاحتجاجات المؤيدة للفلسطينيين وحملات كتابة الرسائل. يذكر لويس أنهم قدموا أيضًا شهادات أمام الكونجرس وانتقدوا أنصار إسرائيل في الكونجرس، وسعوا لتمرير قرارات مؤيدة للفلسطينيين، ومحاولة مقاضاة إسرائيل في محاكم أمريكية.

## الحكومات العربية
تصل رسوم الضغط التي تدفعها الحكومات العربية للشركات الفردية «بشكل عام» إلى مستويات تصل إلى 50,000 دولار وما فوق. في عام 2009 وحده، أنفقت الإمارات العربية المتحدة 5.3 مليون دولار، حيث كانت الإمارات تسعى للحصول على التكنولوجيا النووية. في عام 2009، أنفق المغرب 3 ملايين دولار، وأنفقت الجزائر 600 ألف دولار على جماعات الضغط في واشنطن العاصمة.
وفقًا لـ ProPublica، فإن 4 من أكبر 10 حكومات تمارس الضغط في واشنطن عربية، من حيث الإنفاق. احتلت الإمارات العربية المتحدة المركز الأول، حيث أنفقت 10,914,002 دولار في عامي 2007 و2008. كما أنفق كل من العراق والمغرب والمملكة العربية السعودية أكثر من 3 ملايين دولار، كما أنفقت تركيا أكثر من 3 ملايين دولار.
في يونيو 2017، بدأت قطر «حملة ضغط واسعة النطاق» في الولايات المتحدة بعد أن انحاز الرئيس دونالد ترامب إلى جانب المملكة العربية السعودية والإمارات العربية المتحدة ودول عربية أخرى في فرض حصار على قطر. خلال أغسطس 2018، «وظفت قطر 35 شركة ضغط أمريكية ودفعت لها ما لا يقل عن 19.5 مليون دولار». وبحسب إقرارات الإفصاح، فإن «جماعات الضغط تواصلت مع مئات أعضاء الكونجرس الأمريكي وعشرات الصحفيين ومسؤولي إدارة ترامب بينما أنفقت ملايين الدولارات على الدعاية التي تروج لقطر كحليف للولايات المتحدة». من بين جماعات الضغط التي عينتها قطر براين بالارد، جامع تبرعات ترامب، من شركة بالارد بارتنرز، والمدعي العام السابق جون آشكروفت. يُزعم أن محمد بن حمد بن خليفة آل ثاني، شقيق أمير قطر، يدير حملة الضغط.

## جماعات الحقوق المدنية العربية الأمريكية
تأسست اللجنة الأمريكية العربية لمكافحة التمييز (ADC) في عام 1980 من قبل السيناتور الأمريكي جيمس أبو رزق. وهي أكبر منظمة عربية أمريكية شعبية للحقوق المدنية في الولايات المتحدة. ترأس اللجنة حاليا عضوة الكونجرس الأمريكي السابقة ماري روز أوكار. تحتل اللجنة موقع الصدارة في معالجة مناهضة العروبة والتمييز والتحيز ضد العرب الأمريكيين. كما تؤيد ما تسميه سياسة أمريكية أكثر توازناً تجاه الشرق الأوسط.
تأسس المعهد العربي الأمريكي (AAI) في عام 1985 من قبل جيمس زغبي، وهو منظمة غير ربحية ذات عضوية ومجموعة مناصرة مقره واشنطن العاصمة ويركز على قضايا ومصالح الأمريكيين العرب على الصعيد الوطني. تسعى المنظمة إلى زيادة وضوح الانخراط العربي الأمريكي كناخبين ومرشحين في النظام السياسي الأمريكي. وتشجع الضغط الفردي والمشاركة في يوم الضغط الوطني السنوي. وقد روجت بنشاط لكتاب جون ميرشايمر وستيفن والت، اللوبي الإسرائيلي والسياسة الخارجية الأمريكية.

## قوة اللوبي
كتب الأكاديميان علي مزروعي ونبيل خوري عن عدم وجود فعلي للوبي عربي في أمريكا.
في إحاطة إعلامية للمركز الصحفي الخارجي بوزارة الخارجية الأمريكية لعام 2007، نفى جيمس زغبي عن العرب الأمريكيين ممارسة الضغط لصالح الحكومات العربية. قال للجمهور: «هناك الكثير من اللوبيات العربية. كل حكومة عربية تستأجر جماعات الضغط للقيام بعملها نيابة عنهم. ونحن العرب الأمريكيين لسنا لوبي عربي. أعتقد أن الشيء المثير للاهتمام في المجتمع اليهودي هو أن الجالية اليهودية داعمة لإسرائيل، وتعمل الحكومة الإسرائيلية بشكل وثيق مع عناصر في الجالية اليهودية الأمريكية حول تقارب الأفكار والقضايا والمصالح، وقد خلق ذلك إحساسًا بوجود لوبي إسرائيلي». وقال أيضا: «الواقع بشأن الأمريكيين العرب هو أننا نبرز كمجموعة سياسية».
كتب الباحثان شيري ريبلوغل وخليل مرار: «بينما يتضاءل الضغط المؤيد للعرب مقارنة باللوبي المؤيد لإسرائيل، فإن نهاية الحرب الباردة والحرب الحالية على الإرهاب والدعم الأمريكي والدولي الواضح لحل الدولتين كما يتجلى في استطلاعات الرأي العام وبيانات صانعي السياسات وقرارات مجلس الأمن التابع للأمم المتحدة 1397 و1515، توفر للوبي المؤيد للعرب فرصة حاسمة لتحقيق رؤيته للدولة الفلسطينية».